# Innamoramento
Innamoramento es el quinto álbum de estudio del artista francesa Mylène Farmer, publicado el 7 de abril de 1999. Es considerado el álbum más representativo de la cantante y el álbum más amado por sus fanes.
El título del álbum es una palabra italiana que significa enamoramiento, y que se traduce en francés con L'amour Naissant (el amor que nace), título presentado en la primera pista del álbum. El término Innamoramento es una referencia al libro del autor italiano Francesco Alberoni y a su libro Amore e Innamoramento. 
Pero el álbum presenta muchas otras referencias, como:
- La  referencia al libro Si esto es un hombre de Primo Levi en la canción Souviens-toi Du Jour...;
- Referencia a su pasado de niña y a sus relaciones incestuosas con su padre en las canciones Optimistique-Moi y Consentement;
- La referencia a la muerte de su hermano Jean-Loup en la canción Pas Le Temps de Vivre;
- Referencias al budismo en Méfie-Toi.

Por primera vez Mylène Farmer es compositora de 5 canciones del álbum (Pas Le Temps De Vivre, Méfie-Toi, Optimistique-Moi, Serais-Tu Là? y Et Si Vieillir M'était Conté. Todas las otras canciones son producidas por Laurent Boutonnat. 
El álbum Innamoramento, editado en 1999, marca un retorno a los ambientes musicales de sus inicios, pero dentro de un estilo más sobrio y romántico. Certificado como Disco de Diamante con 1.300.000 ventas, el álbum además es reconocido con diversos premios como el NRJ Music Award y M6 Award, y la mayor parte de sus sencillos se convierten igualmente en Discos de Platino.  
El primer sencillo, L'Âme-Stram-Gram presenta un videoclip muy caro para la época, costando 900.000 euros, el más caro de la carrera de la cantante hasta la fecha, de una duración de 7:50, dirigido por el director chino Ching Siu-Tung.
Muchas pistas del álbum serán presentadas durante su nueva gira en 1999/2000.

## Lista de canciones
| N.º | Título                         | Duración |  |
| 1.  | «L'amour Naissant»             | 4:59     |  |
| 2.  | «L'Âme-Stram-Gram»             | 4:19     |  |
| 3.  | «Pas Le Temps De Vivre»        | 5:12     |  |
| 4.  | «Dessine-moi Un Mouton»        | 4:34     |  |
| 5.  | «Je Te Rends Ton Amour»        | 5:09     |  |
| 6.  | «Méfie-Toi»                    | 5:25     |  |
| 7.  | «Innamoramento»                | 5:20     |  |
| 8.  | «Optimistique-Moi»             | 4:19     |  |
| 9.  | «Serais-tu Là?»                | 4:40     |  |
| 10. | «Consentement»                 | 4:35     |  |
| 11. | «Et Si Vieillir M'était Conté» | 4:50     |  |
| 12. | «Souviens-Toi Du Jour...»      | 4:55     |  |
| 13. | «Mylènium» (istrumental track) | 5:20     |  |

## Sencillos
| Año  | Título                  | Publicación              | Ventas (Francia) | Certificación | Certificación | Posición | Posición | Posición | Posición |
| ---- | ----------------------- | ------------------------ | ---------------- | ------------- | ------------- | -------- | -------- | -------- | -------- |
| Año  | Título                  | Publicación              | Ventas (Francia) | FR            | BE (WA)       | FR       | BE (WA)  | SUI      |          |
| 1999 | "L'Âme-Stram-Gram"      | 9 de marzo de 1999       | 220,000          | Plata         | —             | 2        | 9        | —        |          |
| 1999 | "Je te rends ton amour" | 8 de junio de 1999       | 150,000          | —             | —             | 10       | 18       | —        |          |
| 1999 | "Souviens-toi du jour"  | 28 de septiembre de 1999 | 180,000          | Plata         | —             | 4        | 18       | —        |          |
| 2000 | "Optimistique-moi"      | 22 de febrero de 2000    | 160,000          | Plata         | —             | 7        | 15       | 58       |          |
| 2000 | "Innamoramento"         | 18 de julio de 2000      | 100,000          | —             | —             | 3        | 24       | 54       |          |

- Datos: Q1952894